# Route du Sud 2016
Die 40. Route du Sud 2016 war ein französisches Straßenradrennen. Das Etappenrennen fand vom 16. bis zum 19. Juni 2016 statt. Zudem gehörte der Wettbewerb zur UCI Europe Tour 2016 und ist dort in der Kategorie 2.1 eingestuft.

## Teilnehmende Mannschaften
| UCI World Teams FDJ                                                                                           | AG2R La Mondiale                                          | Movistar Team                                     |
| UCI Professional Continental Teams Caja Rural-Seguros RGA Delko Marseille Provence KTM Stölting Service Group | Direct Énergie Gazprom-RusVelo Wilier Triestina-Southeast | Cofidis, Solutions Crédits Fortuneo-Vital Concept |
| UCI Continental Teams Armée de terre Euskadi Basque Country-Murias                                            | HP-BTP Auber 93                                           | Rádio Popular Boavista                            |

## Wertungstrikots
| Etappe         | Etappensieger  | Gesamtwertung  | Punktewertung  | Bergwertung      | Nachwuchswertung | Teamwertung   |
| -------------- | -------------- | -------------- | -------------- | ---------------- | ---------------- | ------------- |
| 1              | Bryan Coquard  | Bryan Coquard  | Bryan Coquard  | Quentin Jauregui | Bryan Coquard    | FDJ           |
| 2              | Bryan Coquard  | Bryan Coquard  | Bryan Coquard  | Quentin Jauregui | Bryan Coquard    | FDJ           |
| 3              | Nairo Quintana | Nairo Quintana | Bryan Coquard  | Quentin Jauregui | Bryan Coquard    | Movistar Team |
| 4              | Marc Soler     | Nairo Quintana | Nairo Quintana | Quentin Jauregui | Marc Soler       | Movistar Team |
| 5              | Arnaud Démare  | Nairo Quintana | Arnaud Démare  | Quentin Jauregui | Marc Soler       | Movistar Team |
| Wertungssieger | Wertungssieger | Nairo Quintana | Arnaud Démare  | Quentin Jauregui | Marc Soler       | Movistar Team |